# バンプレラボ
『バンプレラボ 〜 俺たちバンプレ宣伝隊〜』株式会社バンプレストが放送しているニコニコ生放送及びYoutubeで配信していた番組。2019年4月以降は『プレバンラボ〜俺たちプレバン宣伝隊〜』に改名。さらに2023年10月に『教えて! プレバン宣伝隊』にリニューアル。
スピンオフ番組にYoutubeで配信している『プレバンラボZ〜俺たちプレバン㊙情報発掘隊〜』があった。。

## 概要
2013年4月18日より配信を開始。ニコニコ生放送「NICOGIRL(ニコガール)」チャンネル及び、Youtube「BANDAI SPIRITS / バンダイスピリッツ」チャンネルで毎月第3木曜日22時より放送。2023年9月21日にて最終回（#126）を迎えた。その後『教えてプレバン宣伝隊』にリニューアルしている（詳細は後段）。
番組のコンセプトは「バンプレファンの裾野を広げるためという名目のもとメインパーソナリティである鈴村健一と逢坂良太に体を張らせるチャレンジ系無茶ぶりバラエティ番組であり放送ごとにゲスト声優を招いてバンプレストの商品である一番くじやクレーンキング（クレーンゲーム景品）の紹介を行う。
ただし放送内で商品紹介を行うコーナーもあるが商品紹介に依らないコンセプトに準じた体を張ったゲームに大きく時間を使うことも多い。

## 出演者
- 鈴村健一（宣伝隊長）
- 逢坂良太（宣伝副隊長）
- 吉原じゅんぺい（構成作家）

## コーナー

### 定期的に行われるコーナー
商品紹介のコーナー
バンプレスト商品の紹介(告知）を行う。

## 番組のエピソード

### 放送リスト
| 放送回 | 配信日         | ゲスト          | 告知アイテム                                                                                           |
| ------ | -------------- | --------------- | --- |
| #1     | 2013年 4月13日 | 市来光弘        | クレーンキング 夏目友人帳                                                                              |
| #2     | 5月16日        | KENN            | 一番くじ 仮面ライダーシリーズ～平成ライダーオールスター編～                                            |
| #3     | 6月20日        | 鈴木裕斗        | 一番くじ パズル＆ドラゴンズ                                                                            |
| #4     | 7月18日        | KENN            | 一番くじ V ミュージカル 『テニスの王子様』～2013夏～                                                   |
| #5     | 8月15日        | 柿原徹也        | クレーンキング 仮面ライダーシリーズ ワールドコレクタブルフィギュアvol.17                               |
| #6     | 9月19日        | 増田俊樹        | 一番くじ ヱヴァンゲリヲン新劇場版:Q                                                                    |
| #7     | 10月17日       | 前野智昭 TEPPAN | TVアニメ 「京騒戯画」                                                                                  |
| #8     | 11月21日       | 山下大輝        | 一番くじ 仮面ライダーシリーズR/D ～平成ライダー集結編～                                                |
| #9     | 12月19日       | 蒼井翔太        | 一番くじ 初音ミク ブランドコラボレーション MIKU wears MILK                                             |
| #10    | 2014年 1月16日 | 安元洋貴        | 一番くじ 弱虫ペダル                                                                                    |
| #11    | 2月20日        | 江口拓也        | 一番くじ カプコン30th Anniversary                                                                      |
| #12    | 3月20日        | 森久保祥太郎    | 一番くじ 進撃の巨人～くじ奪還作戦～                                                                    |
| #13    | 4月17日        | 福島潤          | 一番くじ Free! クレーンキング ちびきゅんキャラ『Free!』vol.1、vol.2                                    |
| #14    | 5月15日        | 安元洋貴        | 一番くじ 鬼灯の冷徹～鬼灯とゆかいな仲間たち～                                                          |
| #15    | 6月19日        | 鳥海浩輔        | 一番くじ うたの☆プリンスさまっ♪マジLOVE2000%                                                           |
| #16    | 7月17日        | 福山潤          | 一番くじ ふなっしー ～全力で作ったなっしー～                                                           |
| #17    | 8月21日        | 羽多野渉        | 一番くじ V リプライ ハマトラ                                                                           |
| #18    | 9月18日        | 木村良平        | 一番くじ 夏目友人帳 開店！あやかし雑貨店                                                               |
| #19    | 10月16日       | 森久保祥太郎    | クレーンキング うたの☆プリンスさまっ♪マジLOVE2000%                                                     |
| #20    | 11月20日       | 花江夏樹        | 一番くじ 進撃の巨人～自由への進撃～                                                                    |
| #21    | 12月18日       | 石川界人        | 一番くじ ぷち 仮面ライダーシリーズ～仮面ライダードライブ ヒッサーツ！フルスロットル！編～              |
| #22    | 2015年 1月15日 | 岸尾だいすけ    | 一番くじ 弱虫ペダル GRANDE ROAD ～合同合宿 in 箱根～                                                   |
| #23    | 2月19日        | KENN            | 一番くじ 戦国BASARA ～戦国創世～                                                                       |
| #24    | 3月19日        | 保志総一朗      | 一番くじ プレミアム マクロスF～春さきどり！歌姫コレクション！！～                                      |
| #25    | 4月16日        | 鳥海浩輔        | プライズ景品 きゅんぐるみミニぱぺっと『弱虫ペダル GRANDE ROAD』 きゅんぐるみミニぱぺっと『戦国BASARA』 |
| #26    | 5月21日        | 浪川大輔        | 一番くじ ダイヤのA～俺たちは誰だ・・？王者 青道！！～                                                  |
| #27    | 6月18日        | 小野賢章        | プライズ景品 銀魂                                                                                      |
| #28    | 7月16日        | 平川大輔        | 一番くじ TIGER & BUNNY -The Rising-×RASCALå                                                            |
| #29    | 8月20日        | 前野智昭        | 一番くじ 弱虫ペダル GRANDE ROAD～セカンドオーダー～                                                    |
| #30    | 9月17日        | 谷山紀章        | 一番くじ うたの☆プリンスさまっ♪マジLOVEレボリューションズ                                              |
| #31    | 10月15日       | 田丸篤志        | 一番くじ エヴァンゲリオン ～20th Anniversary～                                                         |
| #32    | 11月19日       | 櫻井孝宏        | 一番くじ ダイヤのA～試合のあとは～                                                                     |
| #33    | 12月17日       | 白井悠介        | 一番くじ ねこあつめ～大集合!～ プライズ景品 ねこあつめ                                                 |
| #34    | 2016年 1月21日 | 千葉進歩        | プライズ景品「銀魂」                                                                                   |
| #35    | 2月18日        | 森久保祥太郎    | 一番くじ うたの☆プリンスさまっ♪マジLOVEレボリューションズ～第2弾～                                     |
| #36    | 3月17日        | 豊永利行        | 一番くじ おそ松さん～僕らと一緒にでかけよう～                                                          |
| #37    | 4月21日        | 林勇            | 一番くじ ハイキュー!!～英雄豪結!!～                                                                    |
| #38    | 5月19日        | 代永翼          | 一番くじ アイドリッシュセブン 〜IDOLiSH7 VS TRIGGER〜                                                  |
| #39    | 6月16日        | 小林裕介        | 一番くじ おそ松さん～僕らと結婚？～                                                                    |
| #40    | 7月21日        | 興津和幸        | 一番くじ ジョジョの奇妙な冒険 ダイヤモンドは砕けない ～ドララララララララーッ～                        |
| #41    | 8月18日        | 北村諒          | 一番くじ あんさんぶるスターズ！～本気！プロデュース！～                                                |
| #42    | 9月15日        | KENN            | 一番くじ アイドリッシュセブン ～メルヘンドリーム～                                                     |
| #43    | 10月20日       | 岡本信彦        | 一番くじ 3月のライオン ～ニャーちゃんがいっぱい！～                                                    |
| #44    | 11月17日       | 谷山紀章        | 一番くじ うたの☆プリンスさまっ♪ マジLOVEレジェンドスター meets リラックマ                              |
| #45    | 12月15日       | 井上和彦        | 一番くじ 夏目友人帳～プリチー着ぐるみニャンコ先生～                                                    |
| #46    | 2017年 1月19日 | 上村祐翔        | 一番くじ 銀魂～こんな銀さん見たことない（？）～                                                        |
| #47    | 2月16日        | 増田俊樹        | 一番くじ ツキウタ。～Wonderful time!～                                                                 |
| #48    | 3月16日        | 平川大輔        | 一番くじ 劇場版黒子のバスケ LAST GAME                                                                  |
| #49    | 4月20日        | 豊永利行        | 一番くじ ユーリ!!! on ICE ～Sweet time～                                                               |
| #50    | 5月18日        | 酒井広大        | 一番くじ A3! ～旗揚げ公演!～                                                                           |
| #51    | 6月15日        | 上村祐翔        | 一番くじ B-PROJECT ～鼓動＊アンビシャス～ Splash Summer                                                |
| #52    | 7月20日        | 関智一          | 一番くじ Fate/Grand Order ～きゅんキャラオーダー～                                                     |
| #53    | 8月17日        | 木村良平        | 一番くじ ツキウタ。～Rabbit Kingdom～                                                                  |
| #54    | 9月21日        | 高橋英則        | 一番くじ ハイキュー!!～米を食べろ 肉を食べろ 野菜も食べろ!!～                                          |
| #55    | 10月19日       | 立花慎之介      | 一番くじ アイドリッシュセブン ～MECHANICAL LULLABY                                                     |
| #56    | 11月16日       | 浅沼晋太郎      | 一番くじ A3! ～わんわんといっしょ～                                                                    |
| #57    | 12月21日       | 水島大宙        | 一番くじONLINE おてだまぬいこれくしょん きぐるみん～くまぱすてる～                                     |
| #58    | 2018年 1月18日 | 緒方恵美        | 一番くじ カードキャプターさくら～クリアカード編～                                                      |
| #59    | 2月15日        | 小西克幸        | アミューズメント一番カフェ 『テイルズ オブ』 シリーズ 2018春                                           |
| #60    | 3月15日        | 寺島拓篤        | 一番くじONLINE Fate/Grand Order〜sugar pochette〜                                                      |
| #61    | 4月19日        | 杉山紀彰        | |
| #62    | 5月17日        | 内田雄馬        | 一番くじ 東京喰種:re                                                                                   |
| #63    | 6月21日        | 津田健次郎      | 一番くじ ゴールデンカムイ                                                                              |
| #64    | 7月19日        | 寺島惇太        | 一番くじ 僕のヒーローアカデミア～更に向こうへ～                                                        |
| #65    | 8月16日        | 小澤廉          | 一番くじ A3!～新生!!MANKAIカンパニー～                                                                 |
| #66    | 9月20日        | 駒田航          | 一番くじONLINE弱虫ペダル～ゆらりんこキーホルダー～                                                     |
| #67    | 10月18日       | 上村祐翔        | 映画文豪ストレイドッグスDEAD APPLE×エンターベル                                                        |
| #68    | 11月15日       | 寺島拓篤        | 一番くじ うたの☆プリンスさまっ♪ マジLOVEレジェンドスター meets リラックマ～happy for you！～           |
| #69    | 12月20日       | 新垣樽助        | 一番くじONLINE Fate/Grand Order～sugar pochette4～                                                     |
| #70    | 2019年 1月17日 | 広瀬裕也        | 一番コフレ あんさんぶるスターズ！ 刀剣乱舞-ONLINE- ×ふりふコラボ                                       |
| #71    | 2月21日        | 土岐隼一        | COMPLETE SELECTION MODIFICATION BLAYBUCKLE & ROUSEABSORBER & BLAYROUZER                                |
| ＃72   | 3月21日        | 神尾晋一郎      | ヒプノシスマイク -Division Rap Battle-                                                                 |

| ＃73 | 2019年 4月18日 | 鮎川太陽        | 黒子のバスケ【KUROCORZET(クロコーゼット)】 アイドリッシュセブン ウエハースカードファイル２ PCクッション どらごんぼーるぜっと 理想の上司フリーザ                                                               |
| #74  | 5月16日        | 仲村宗悟        | TIGER ＆ BUNNY シーリングワックスセット TIGER ＆ BUNNY スタンプホルダー モチモチの木Tシャツ |
| #75  | 6月20日        | 中島ヨシキ      | ポケモンキッズ カロススペシャル編【プレミアムバンダイ限定】 LIFE SIZE DOLL 名探偵ピカチュウ グランブルーファンタジー レザーバッグ                                                                             |
| #76  | 7月18日        | 豊永利行        | |
| #77  | 8月15日        | 阿部敦          | |
| #78  | 9月19日        | 廣瀬大介        | |
| #79  | 10月17日       | 広瀬裕也        | |
| #80  | 11月21日       | 下野紘 松岡禎丞 | |
| #81  | 12月19日       | 山下誠一郎      | |
| #82  | 2020年 1月16日 | 近藤隆          | |
| #83  | 2月20日        | 土岐隼一        | |
| #84  | 3月19日        | 立花慎之介      | |
| #85  | 4月16日        | 中村優一        | |
| #86  | 5月21日        | 駒田航          | |
| #87  | 6月18日        | 西山宏太朗      | |
| #88  | 7月16日        | 田丸篤志        | |
| #89  | 8月20日        | 杉田智和        | |
| #90  | 9月17日        | 木村良平        | |
| #91  | 10月15日       | 小林千晃        | |
| #92  | 11月19日       | 松田岳          | SO-DO CHRONICLE 仮面ライダー鎧武 ゲネシスライダーセット【プレミアムバンダイ限定】 CSM戦極ドライバー S.H.Figuarts 仮面ライダーグリドン ライチアームズ S.H.Figuarts 仮面ライダーブラーボ キングドリアンアームズ |
| #93  | 12月17日       | 野津山幸宏      | 鬼滅の刃 アイドリッシュセブン "OVER/5Y"Tシャツ |
| #94  | 2021年 1月21日 | 益山武明        | |
| #95  | 2月18日        | 榎木淳弥        | |
| #96  | 3月18日        | 広瀬裕也        | |
| #97  | 4月15日        | 榊原優希        | |
| #98  | 5月21日        | 石谷春貴        | |
| #99  | 6月17日        | 中村優一        | |
| #100 | 7月15日        | 木村良平 代永翼 | |
| #101 | 8月19日        | 榎木淳弥        | |

## プレバンラボZ
『プレバンラボZ〜俺たちプレバン㊙情報発掘隊〜』は2022年2月3日からYoutube「BANDAI SPIRITS / バンダイスピリッツ」チャンネルで配信が始まったスピンオフ番組。毎週配信。毎月第三木曜日は2022年2月から2023年3月までは「ライダーアーツday」2023年4月からは「フィギュアーツTV」と称し生配信を行っていた。
2023年10月5日に本放送は最終回（#77）を迎えた。「フィギュアーツTV」は継続していたがこちらも2024年3月21日最終回を迎えている。

### 出演者 （プレバンラボZ）
- 篠宮暁（オジンオズボーン）（発掘隊 隊長） - MC
- 上西哲平（発掘隊 副隊長）

過去の出演
- 鈴木福（発掘隊 福隊長） - ライダーアーツdayレギュラー

## 教えてプレバン宣伝隊
『プレバンラボ〜俺たちプレバン宣伝隊〜』『プレバンラボZ〜俺たちプレバン㊙情報発掘隊〜』がリニューアルし2023年10月5日初回配信。月2、3回配信している。プレバンラボから引き続き鈴村健一が宣伝隊長として出演。また宣伝副隊長の逢坂良太も不定期出演。

### 出演者 （教えて）
- 鈴村健一（宣伝隊長）

準レギュラー
- 逢坂良太（宣伝副隊長）
- 徳井青空（隊員）
- 松田利冴（隊員）
- 松田颯水（隊員）